# 예티: 신비한 동물 탐험대
《예티: 신비한 동물 탐험대》(영어: Mission Kathmandu: The Adventures of Nelly & Simon)는 2017년에 공개된 캐나다의 애니메이션 영화이다.

## 성우진
- 실비 모로: 넬리
- 귀욤 르메이 티비지: 사이먼
- 리치드 바두리: 텐싱 곰부
- 콤 피오레: 테일러
- 노엘 피셔: 사이먼

### 한국어판 목소리 출연
- 이다은: 넬리
- 박성영: 사이먼

## 기타
- 수입사 :  퍼스트런